# Witzhelden
Witzhelden is een plaats in de Duitse gemeente Leichlingen, deelstaat Noordrijn-Westfalen, en telt 7300 inwoners. Witzhelden is de geboorteplaats van de Duits-Nederlandse componist Johann Wilhelm Wilms (1772-1847).